# Лиммат
Лиммат (нем. Limmat) — река на севере Швейцарии, правый приток Аре. Длина — 36 километров. Лиммат вытекает из Цюрихского озера на высоте 406 м над уровнем моря и течёт через кантоны Цюрих и Аргау. Сразу после истока протекает через исторический центр Цюриха; также на Лиммате стоят города Дитикон, Веттинген, Баден. Среднегодовой расход воды — 89 м³/с.
Главные притоки — Зиль (впадает в Лиммат в пределах Цюриха) и Реппиш (впадает надалеко от Дитикона).
На Лиммате расположено несколько гидроэлектростанций, в том числе три, принадлежащие Муниципальной энергетической службе Цюриха (EWZ), и одна, принадлежащая Энергетической службе кантона Цюрих (EKZ).

## Галерея

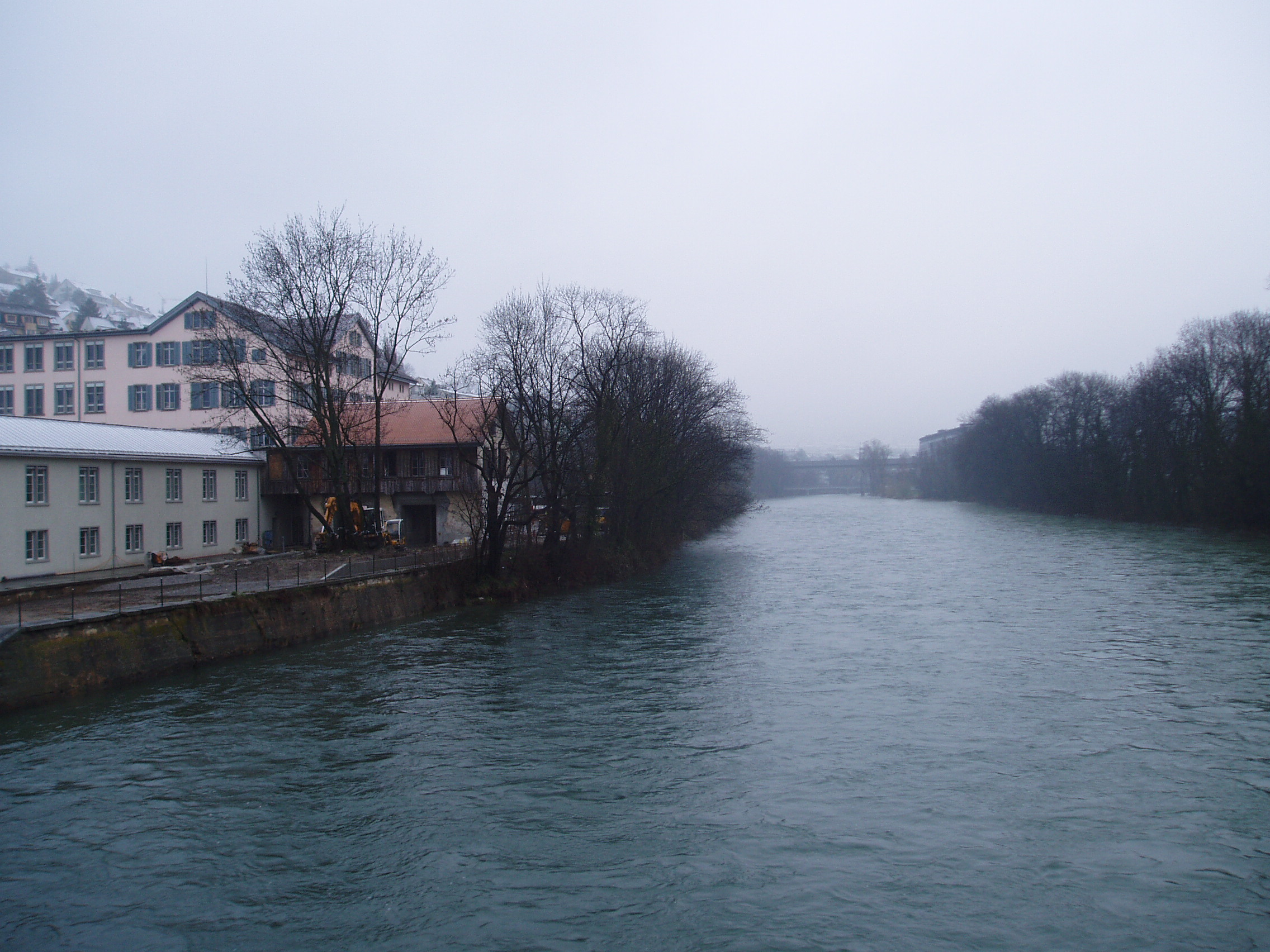
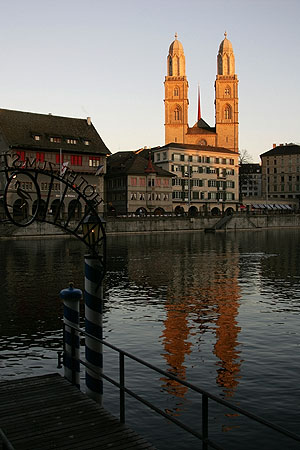
Гросмюнстер
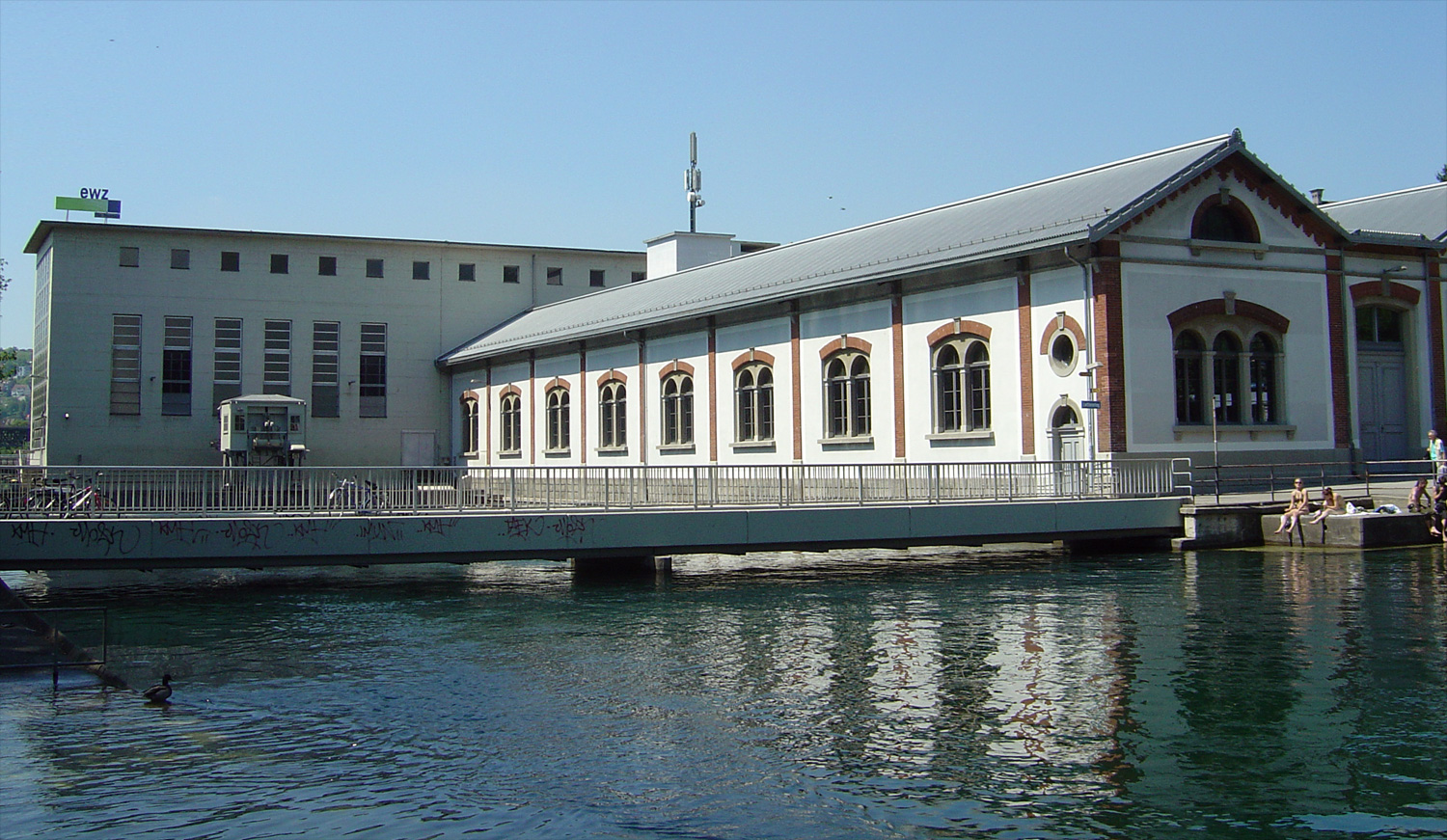
Гидроэлектростанция
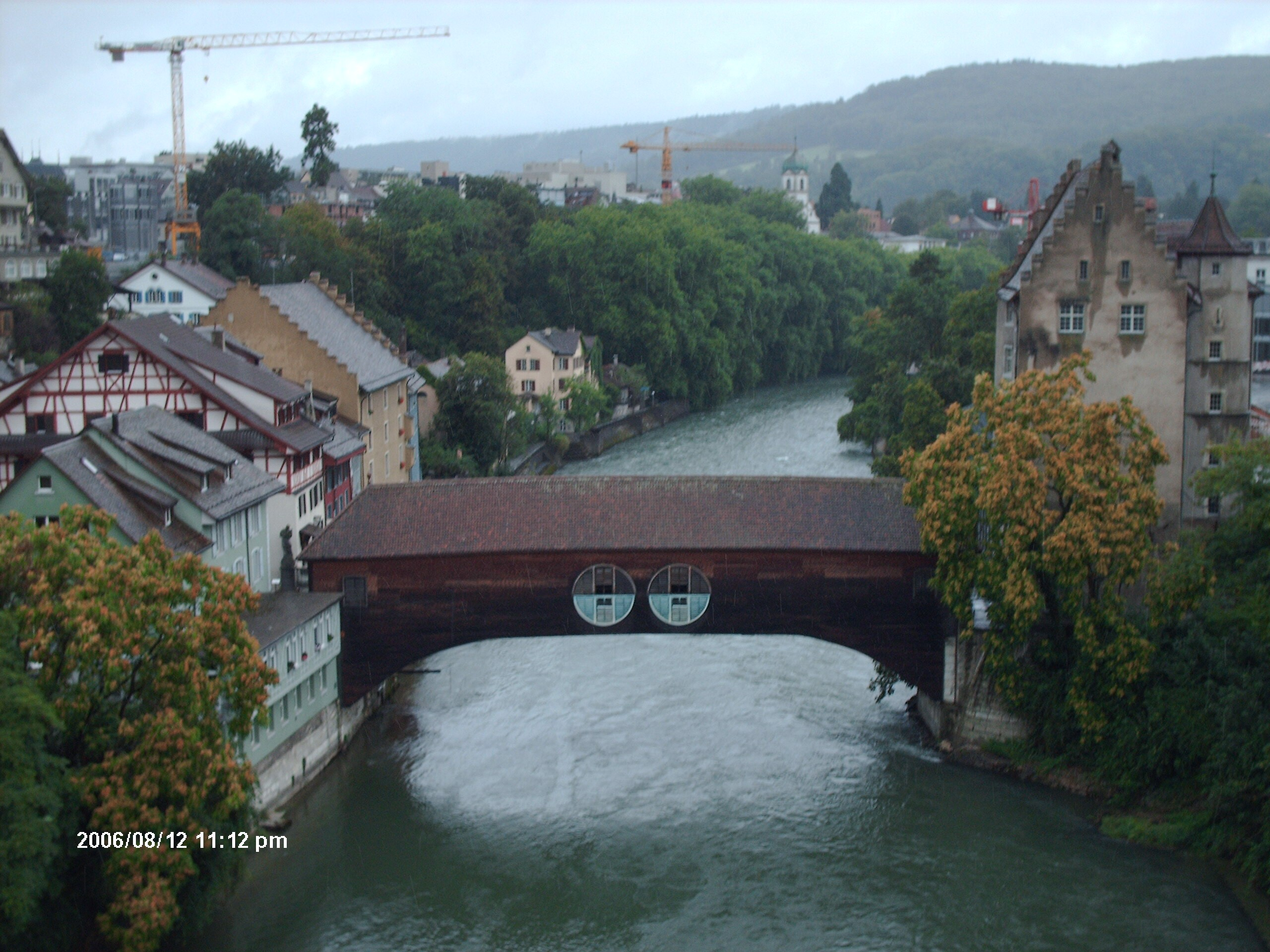
Деревянный мост в Бадене